# Speča Ariadna
Speča Ariadna, ki je v Vatikanskih muzejih v Vatikanu, je rimska Hadrijanova kopija helenistične skulpture pergamonske šole iz 2. stoletja pred našim štetjem, in je ena najbolj znanih antičnih kipov. Ležeča figura v hitonu, povezan pod njenimi dojkami, pol leži, pol sedi, njene stegnjene noge so bile prekrižane pod koleni, glava je bila podprta na levi roki, desna je bila vržena čez glavo. Obstajajo tudi druge rimske kopije tega modela: ena, Wilton House Ariadne, je v bistvu neobnovljena, druga, Medičejska Ariadna, najdena v Rimu, pa je bila po besedah Brunilde Sismondo Ridgway »v sodobnem času resno predelana«. Dva ohranjena kipa dokazujeta rimsko trgovino te znane figure. Različica Speče Ariadne je v muzeju Prado v Madridu. Pozna rimska različica, najdena na vrtovih Ville Borghese v Rimu, je v muzeju Louvre.
Leta 1512 je kip od rimskega Angela Maffeija kupil papež Julij II.. Takoj je bil nameščen na Cortile del Belvedere, ki povezuje Vatikansko palačo s papeško casino, imenovano Belvedere; tam sta bila njena soseda nedavno odkrita Laocoön in Apolon Belvederski. Ko so jo sprva prepoznali kot Kleopatro zaradi kačje zapestnice na zgornji levi roki, ki je bila sprejeta za kobro, s katero je umrla, bi lahko podporno pripoved zlahka uresničili: Ulisse Aldrovandi je menil, da je zaznal, da »ona se zdi, da se je sesedla in se onesvestila« in občutek prikritega nelagodja ji je pripisala sodobna gledalka Sheila McNally.
Kleopatra je postala glavni model, s katerim se je običajna poza, ki označuje spanec, z enim komolcem, nagnjeno nad glavo, prenašala iz antike v visoko renesanso in kasnejšim slikarjem in kiparjem.
T. B. L. Webster, arheolog, je opazil nelagodno držo speče, med spanjem in prebujanjem, helenistično novost v motivu speče Ariadne, že dolgo poznane iz poslikanih vaz, ki je zdaj večji poudarek dajala stresu same Ariadne; morda, predlaga Webster, odraža nov literarni vir, ki ni preživel. Sheila McNally je v skulpturi zaznala nov »občutek nelagodja, ki preveva celoto«, in »si prizadeva, da odvrne nekaj notranjega nelagodja - počasen napor, ki ga zadrži dremež, ki bolj pritiska kot sprošča. Njene draperije se držijo okoli nog, kmalu se bo morda zbudila, da bi zagrozila maščevanje nad Tezejem, kot je opisano v Katulovem opisu v Peleju in Tetidi«.

## Renesansa
Michelangelo je črpal iz kiparskega ovijanja rok okoli glave v svoji Noči in Zori v kapeli Medičejcev.
Kot je bila takrat znana, je bila Kleopatra postavljena na rimski sarkofag in postavljena kot fontana v niši na enem koncu zgornje terase Cortile del Belvedere, ki v svoji postavitvi vključuje opis speče nimfe, ki naj bi jo našli nedaleč od Donave, z ustrezno starinsko zvenečim štiri vrstičnim latinskim epigramom z začetkom HUIUS NYMPHA LOCI ..., ki je takrat vodil humanistične kroge. Epigram, ki je od rimskega trajal do sodobnega časa, je sestavil Giovanni Antonio Campani, humanist na dvoru Pija II., ki se je gibal v akademskem krogu Julija Pomponija Laeta. Toda motiv Speče nimfe in pripadajoči napis, ki je bil zanj uporabljen, je postal del humanističnih in modnih poustvarjanj rajskih vrtnih točk s klasično afiniteto – loci amoeni (prijeten kraj) - vse do 18. stoletja, ves čas pa je bil enačen s Kleopatro. Leonard Barkan opaža, »zaradi nalezljivosti med povsem ločenimi pripovedmi, ki se slučajno zbližajo v zagonetnem prostoru signum / kip«. Če ni bila jama iz prve, je bila niša preurejena kot jama v 1530-ih, ko jo je Francisco de Holanda narisal.
V 1550-ih je bil kip v splošni smeri Giorga Vasarija ponovno nameščena v zaprti notranjosti dolge galerije, za katero je na enem koncu še vedno služila kot fontana v plitki jami; Danielle da Volterra je oblikoval postavitev za tisto, kar je postalo znano kot Stanza Cleopatra. Ko je bil Museo Pio-Clementino ustanovljen, je dobil podobno novo postavitev, postavljen na sarkofag, ki ima friz Titanomahije. [21

## Od renesanse
Skulpturi so bile v 16. stoletju posvečene pesmi, včasih izražene kot z lastnim glasom kipa, v retorični napravi, imenovani prosopopoeia; Baldassare Castiglione je eno od njih napisal v obliki dramskega monologa, ki ga je Alexander Pope ustvaril v začetku 18. stoletja.
Skulptura je bila ena izmed ducatov, ki jih je Francesco Primaticcio izbral za oblikovanje mavčnih kopij, nato pa ulil v bron za Franca I. v palači Fontainebleau. Pri tem je bila poza nekoliko prilagojena, okončine speče nimfe pa so se nežno iztegovale, da so se bolje ujemale s francoskimi manierističnimi kanoni ženske lepote. Iz brona v Fontainebleauju so bile narejene številne kopije in pomanjšanja. Nicolas Poussin je v Rimu naredil majhno voščeno kopijo papeške skulpture, ki jo je hranil pri sebi, ki se je ohranila v muzeju Louvre. Kopije v marmorju je naročil Ludvik XIV. Pierre Julien je med bivanjem na francoski akademiji v Rimu med letoma 1768 in 1773 oblikoval marmornato kopijo in jo poslal v Francijo, da bi pokazal napredek, ki ga je dosegel, kot je bila pričakovana gesta kraljevih pensionnaires. Na slikovitem vrtu Henryja Hoareja v Stourheadu je bila v templju ob jezeru kopija Vatikanske Ariadne iz belega svinca Johna Cheerja (1766) z ustreznimi starinsko zvenečimi verzi, ki so se začeli HUIUS NYMPHA LOCI .... V Ameriki, ne mnogo kasneje, je Thomas Jefferson za kiparsko galerijo, ki jo je načrtoval v Monticellu, vendar ni bila nikoli realizirana, dobil majhno marmorno kopijo Kleopatre, kakršno je prvič poznal. To je bilo darilo Jamesa Bowdoina leta 1805 in ostaja na Jeffersonovem hodniku.
Napoleonovi agenti v Rimu so naravno izbrali Kleopatro, da se je pridružila najboljšim starinam, ki so jih odpeljali v Pariz in tvorila kratkotrajni muzej Napoléon; z Napoleonovim padcem so jo z ostalimi zakladi vrnili v Rim.

## Ponovna identifikacija kotAriadna
Prej je Johann Joachim Winckelmann opazil, da kača dejansko predstavlja zapestnico v obliki serpentine in da speča figura nima razloga, da bi jo imenovali Kleopatra; bila je speča nimfa, kot je predlagal, ali Venera. Ennio Quirino Visconti se je varno identificiral kot Ariadna na podlagi podobnih motivov v izrezljanih gemah in reliefih na  sarkofagih. 

## MedičejskaSpeča Ariadna
Druga različica kipa, ki je bila tako dolgo identificirana kot Kleopatra, je bila v zbirkah v vili Medici v Rimu. V Firence so ga odpeljali šele leta 1787, nekateri poznavalci pa so se spraševali ali v resnici ni bolj fina kot papeževa. Danes je v galeriji Uffizi.